# Чемпионат СНГ по прыжкам на лыжах с трамплина
Чемпионат СНГ по прыжкам на лыжах с трамплина — соревнование прыгунов на лыжах с трамплина СНГ, проведённое в январе 1992 года в Нижнем Новгороде в спорткомплексе «Печеры». Этот турнир был этапом отбора в Объединённую команду, которая представляла страны СНГ на Олимпийских играх в Альбервиле.
Вначале должны были состояться прыжки с 90-метрового трамплина, но из-за резкого ветра и мороза после пробных прыжков выступления перенесли на 70-метровый трамплин. В итоге с большим преимуществом выиграл алмаатинец Андрей Вервейкин. Нижегородец Михаил Есин сорвал заключительный прыжок и пропустил вперёд молодого алмаатинца Диониса Воднева. Остальные участники заметно отстали от тройки лидеров, выступавших в комбинезонах старого образца.
После тренировочных прыжков соревнования на 90-метровом трамплине были отменены из-за сильного бокового ветра. Андрей Вервейкин упал и получил травму плеча (сломал ключицу и раздробил лопатку), но смог восстановиться к Олимпиаде.

## Медалисты
| Дисциплина              | Золото | Серебро                                           | Бронза                                               |
| Трамплин 70 м 20 января | Андрей Вервейкин Алма-Ата 220,1 очка (80,5 м + 80 м) | Дионис Воднев Алма-Ата 212,8 очка (77,5 м + 80 м) | Михаил Есин Нижний Новгород 206,1 очка (79 м + 74 м) |
| Трамплин 70 м 20 января | 4. Юрий Дударев Екатеринбург 193,6 очка (73 м + 75 м) 5. Андрей Загряжский Москва 189,0 очков (73,5 м + 73,5 м) 6. Игорь Фёдоров Санкт-Петербург 187,4 очка (76 м + 72,5 м) |                                                   |                                                      |